# George F. Fort
George Franklin Fort, född 1809 död 23 april 1872, var en läkare, politiker, domare och företrädare för Demokraterna som tjänstgjorde som sextonde guvernör av New Jersey 1851-1854. Hans brorson John Franklin Fort företrädde Republikanerna och var guvernör av New Jersey 1908-1911.

## Tidigt liv
George Fort föddes nära Pemberton, New Jersey. Han tog examen från medicinska fakulteten vid University of Pennsylvania 1828 och började arbeta som läkare i Imlaystown, New Jersey. Han gifte sig med Anna Marie Bodine 1830, de fick fyra barn.

## Offentlig karriär
Forts politiska karriär startade när han valdes till 1844 års konstitutionella konvent i New Jersey som Demokrat från Monmouth County. På konventet stödde han allmän rösträtt, möjlighet för alla att få offentliga tjänster och allmänna val till alla poster inom delstaten och olika countyn. Senare samma år valdes han till underhuset i New Jerseys parlament. Efter en period där valdes han till delstatens senat, där han tjänstgjorde från 1846 till 1848.
År 1850 vann han sitt partis nominering till guvernörsvalet och besegrade Whigpartiets kandidat John Runk (som tidigare hade varit ledamot i USA:s representanthus). Vid den tiden var Whig-partiet något splittrat, några var motståndare till den federala lagen som påbjöd att förrymda slavar skulle återbördas till ägarna, medan andra lutade mer åt Demokraternas position att lagen måste stödjas för att hålla samman unionen. Whig-partiet angrep också Fort, inte utan skäl, för att vara för beroende av de starka järnvägsintressena i delstaten. Hur som helst var Whig-partiet inte enat och Fort vann valet tämligen enkelt.
Fort efterträdde Daniel Haines som guvernör i New Jersey och tjänstgjorde 1851-1854. Under sin tid som guvernör lagstiftades om stora reformer, bland annat tio timmars arbetsdag och skydd för barn. Vid slutet av hans tjänstgöringsperiod tillsatte hans Demokratiske efterträdare, Rodman M. Price, honom som domare. Från 1863 till 1868 tjänstgjorde han i överinstansen Court of Errors and Appeals. Därefter återupptog han sitt arbete som läkare. Han bodde i New Egypt. Han är begravd på United Methodist Church Cemetery i Pemberton.